# アレクサンダー戦記
『アレクサンダー戦記』（アレクサンダーせんき）は、荒俣宏の小説『幻想皇帝 アレクサンドロス戦記』を原作とするアニメーション作品である。1999年9月15日から9月18日にかけてWOWOWで放送された。MBS毎日放送では、2000年5月28日から9月10日に『アニメシャワー』枠第1部にて放送された。日・韓のクリエイターが集結し、共同製作された。全13話。

## 概要
紀元前4世紀のマケドニアを舞台に、謎の魔術師集団・ピュタゴラス教団と、時の支配者フィリポスII世の王子アレクサンダーが、世界の命運を賭けた戦いを繰り広げる。史実に沿ったストーリーではあるが、衣装・建築物・兵器など当時のものとは懸け離れたデザインがされており、また内容もかなり脚色されている。
キャラクターデザインを担当したピーター・チョンは、彼が1995年に製作・監督・キャラクターデザインを担当した『イーオン・フラックス』を視聴した製作者の1人である角川春樹が、キャラクターの色っぽさを評価して起用された。

## 登場人物
ナレーションは小川真司が担当。
アレクサンダー
声 - 関俊彦
マケドニア王国の王子。父フィリポスII世の死後、後を継ぎマケドニア王となる。「速度」を重んじ、世界の果てを目指して大国ペルシアに挑む。
フィロタス
声 - 目黒光祐
アレクサンダーの側近でパルメニオンの息子。アレクサンダーの突飛な行動に振り回されているが、その忠誠心は誰よりも強い。
クレイトス
声 - 大塚芳忠
マケドニアの騎兵隊。勇猛果敢で、マケドニアきっての槍の名手。ある日人喰い馬を退治するため森にいたところ、その人喰い馬（ブケファロス）と共にアレクサンダーの「速度」として仕えるようになる。
プトレマイオス
声 - 池田秀一
マケドニアの騎兵隊。クレイトスと共にアレクサンダーに仕えるようになる。クレイトスと比べると気が弱く、臆病者として描かれている。のちアレクサンダーの死後、エジプトの王プトレマイオス1世となる。
ヘファイステオン
声 - 辻谷耕史
アレクサンダーが寵愛する絶世の美青年で、アレクサンダーの幼馴染み。短刀投げとハープを得意とする。常にアレクサンダーの身辺に控えており、ボディガードの役割も担う。
フィリポスII世
声 - 坂口芳貞
マケドニア王。アレクサンダーの父。ギリシア世界の覇者となりペルシア遠征に出る直前に暗殺される。
オリュンピアス
声 - 麻志奈純子
マケドニア王妃。アレクサンダーの母親。もとはサモトラケ島の巫女であり、常に大蛇を体に巻きつけている。
アリストテレス
声 - 野沢那智
プラトンの弟子で、アレクサンダーのかつての家庭教師。マケドニア軍の新兵器を開発するなど万能の哲学者だが、作中では自身の目的のためにアレクサンダーやカッサンドラを利用しようとするトリッキーな人物として描かれている。
パルメニオン
声 - 中村正
マケドニアの将軍であり、フィリポスII世の代から王宮に仕える側近。フィロタスの父。
アンティパトロス
声 - 大木民夫
パルメニオンと同様マケドニアの老将。ペルシア遠征の際にはマケドニア本国の留守役を務めた。
アッタロス
声 - 青野武
フィリッポスII世の側近。王を王妃と離縁させ、自分の娘を妻とさせることで実権を握ろうとするが、失敗して失脚する。この企みは全てアレクサンダーに筒抜けだった。
アンティゴノス
声 - 郷里大輔
マケドニアの将軍。歴戦の猛者であり、腕前も一級品。
カッサンドラ
声 - 田中敦子
マケドニアの女兵士。クレイトスと並ぶ腕前を持っている。アリストテレスの姪。
ダリウスIII世
声 - 山寺宏一
ペルシア王。アレクサンダーの最大のライバル。クーデターでペルシア王位を手に入れた。マケドニアのスパイが「真の王」と評する偉大な王だが、アレクサンダーの強烈な神通力の前に敗れる。
ロクサネ
声 - 皆口裕子
ペルシア帝国の一地方であるバクトリアの王女。後にアレクサンダー王妃となる。
ディオゲネス
声 - 熊倉一雄
「狂えるソクラテス」の異名を持つ哲人。大樽に住み、乞食のような生活をしている。
フィリッポス
声 - 古谷徹
小アジアの医師。アレクサンダーに軍医として仕えるよう命じられ最初は拒むものの、アレクサンダーがゴルディオンのくびきを断ち切ったことで了承する。
プラトン
声 - 瑳川哲朗
アリストテレスの師。作中ではすでに死んでいるが、その知恵を詰め込んだとされるプラトン立体やイデアとしての存在がストーリーに大きく関わってくる。
ディノクラテス
声 - 中尾隆聖
ディオニソス建築術を会得した建築家。ただの建築のみならず、機会細工や街・都市までも作り出す。アレクサンダーに都市アレクサンドリア建設を命じられた。
ピュタゴラス
声 - 小川真司
万物は「数」から成っているとする謎の集団「ピュタゴラス教団」の教祖。
ブケファロス
アレクサンダーの愛馬。

## 地名
ペラ
マケドニアの王都。
バビロン
ペルシアの都。さまざまな人・物が行き来する世界最大の都市であり、巨大な空中庭園がある。
ペルセポリス
ペルシアのもうひとつの都。広大な宮殿があり、アレクサンダーはここで婚礼をあげた。その地下にはゾロアスター教の礼拝堂がある。大火事によって焼失する。

## スタッフ
- 原作 - 荒俣宏
- 監督 - 兼森義則
- 監督補 - 遠藤卓司
- シリーズ構成・脚本 - 村井さだゆき
- キャラクターデザイン - ピーター・チョン
- レイアウト総監督・アニメーションキャラクター - 佐藤雄三
- 美術設定・ボード - 西田稔
- 色彩設計 - 橋本賢
- 音響監督 - 本田保則
- 音楽監督 - 石川光
- プロデューサー - 朴海正、小澤洋介、武田義輝、中山佳久
- 制作プロデューサー - 丸山正雄、りんたろう
- 制作スタジオ - マッドハウス
- 製作 - アレクサンダー戦記製作委員会（角川春樹事務所、SAMSUNG、メディアファクトリー、波素館、TBS）

## 主題歌
「あなたのキスを数えましょう 〜You were mine〜」
作詞 - 高柳恋、作曲・編曲 - 中崎英也、歌 - 小柳ゆき
（USAバージョン）
「Worthy Of Your Soul 〜君の神髄の比べ〜」
歌 - Rachael Pollack

## 各話リスト
| 話数  | サブタイトル         |        | 話数             | サブタイトル |
| ----- | -------------------- | ------ | ---------------- | ------------ |
| Act.1 | 魔王誕生             | Act.8  | 魔都彷徨         |              |
| Act.2 | 陰謀の序曲           | Act.9  | アモンの神託     |              |
| Act.3 | 魔王邂逅             | Act.10 | ガウガメラの死闘 |              |
| Act.4 | 暗殺の音階           | Act.11 | ペルセポリス炎上 |              |
| Act.5 | 狂える ソクラテス    | Act.12 | 虐殺行           |              |
| Act.6 | サモトラケの魔女     | Act.13 | カタルシス       |              |
| Act.7 | ゴルディオンのくびき | -      | -                |              |

## 劇場版
2000年10月7日から劇場公開された。第1話から第10話までの再編集版。上映時間は75分。
- 監督 - 兼森義則、りんたろう
- 製作 - アレクサンダー戦記製作委員会
- 配給 - ギャガ・コミュニケーションズ

## ゲーム
『アレクサンダー戦記 〜The Legend of Eternity〜』は、アニメーション「アレクサンダー戦記」のタクティカルRPG。プラットフォームはWindows。ビー・エヌ・エヌより2000年10月6日に発売された。
- 原作:荒俣宏
- 声の出演:関俊彦、麻志奈純子、坂口芳貞、野沢那智

## 書籍

### 小説
いずれも荒俣宏による。
- 幻想皇帝 アレクサンドロス戦記（原作小説、角川春樹事務所、全3巻） - アニメとは違い魔法、ファンタジーのような要素はない歴史小説となっている。
  - 幻想皇帝 アレクサンドロス戦記 1（1996年11月、ISBN 978-4894560628）
  - 幻想皇帝 アレクサンドロス戦記 2（1997年3月、ISBN 978-4894560635）
  - 幻想皇帝 アレクサンドロス戦記 3（1997年11月、ISBN 978-4894560642）
- アレクサンダー戦記（ハルキ文庫（角川春樹事務所）、全3巻） - アニメの製作に合わせたノベライズ版。アニメと同じような世界観で描かれているが、一部キャラクターの展開が異なっている。
  - アレクサンダー戦記 1：魔王誕生（1998年11月、ISBN 978-4894564541）
  - アレクサンダー戦記 2：覇王狂乱（1999年11月、ISBN 978-4894565746）
  - アレクサンダー戦記 3：神王転生（1999年11月、ISBN 978-4894565869）

### その他
コミック版
- アレクサンダー戦記（全1巻、著:荒俣宏、イラスト:田中正仁）（コミックフラッパー、メディアファクトリー、2000年9月21日、ISBN 978-4889917598）

その他
- アレクサンダー戦記 CHRONOLOGY（ソニー・マガジンズ、1999年12月、ISBN 978-4789714808）